# Eurotamandua
Eurotamandua (nghĩa là 'thú ăn kiến châu Âu') là một chi thú đã tuyệt chủng, sinh tồn cách đây khoảng 49 triệu năm trước, khoảng vào Tiền Eocen. Hóa thạch duy nhất đã biết, thu được từ mỏ đá Messel. Nó dài khoảng 90 cm (3 ft). Khi mới được phát hiện, người ta cho rằng nó là một dạng thú ăn kiến, do nó thiếu các vảy dạng lông hợp nhất đặc trưng của các dạng tê tê khác. Vị trí của Eurotamandua trong phạm vi các nhóm tê tê được đưa ra chủ yếu là do nó thiếu các khớp nối kiểu "khớp lạ" tìm thấy ở mọi dạng thú thuộc siêu bộ Khớp lạ (Xenarthra) chẳng hạn như thú ăn kiến của họ Myrmecophagidae. Eurotamandua có thể thuộc nhánh thân cây của Xenarthra, nhưng rất có thể là nó thuộc về một nhóm khác hoàn toàn (hiện thời được coi là chi duy nhất trong họ Eurotamanduidae duy nhất của bộ Afredentata). Trong khi là đơn vị phân loại khác biệt, nhưng cũng có thể là Eomanis krebsi cũng không phải là tê tê và thuộc về cùng nhóm này (Horovitz và ctv. 2005).

## Cổ sinh vật học
Eurotamandua mang các đặc trưng tìm thấy ở gần như mọi dạng thú ăn kiến: các vuốt dài, mõm thuôn dài và khỏe và có lẽ cả cái lưỡi dính nhớp có độ dài gần tương tự. Người ta giả định rằng nó cũng ăn kiến và mối. Eurotamandua có tên gọi khoa học như vậy là do nó trông rất giống như các loài thú ăn kiến sống trên cây ngày nay còn sinh tồn của chi Tamandua, đặc biệt là cái đuôi dài có thể cầm nắm của nó.

## Hình ảnh

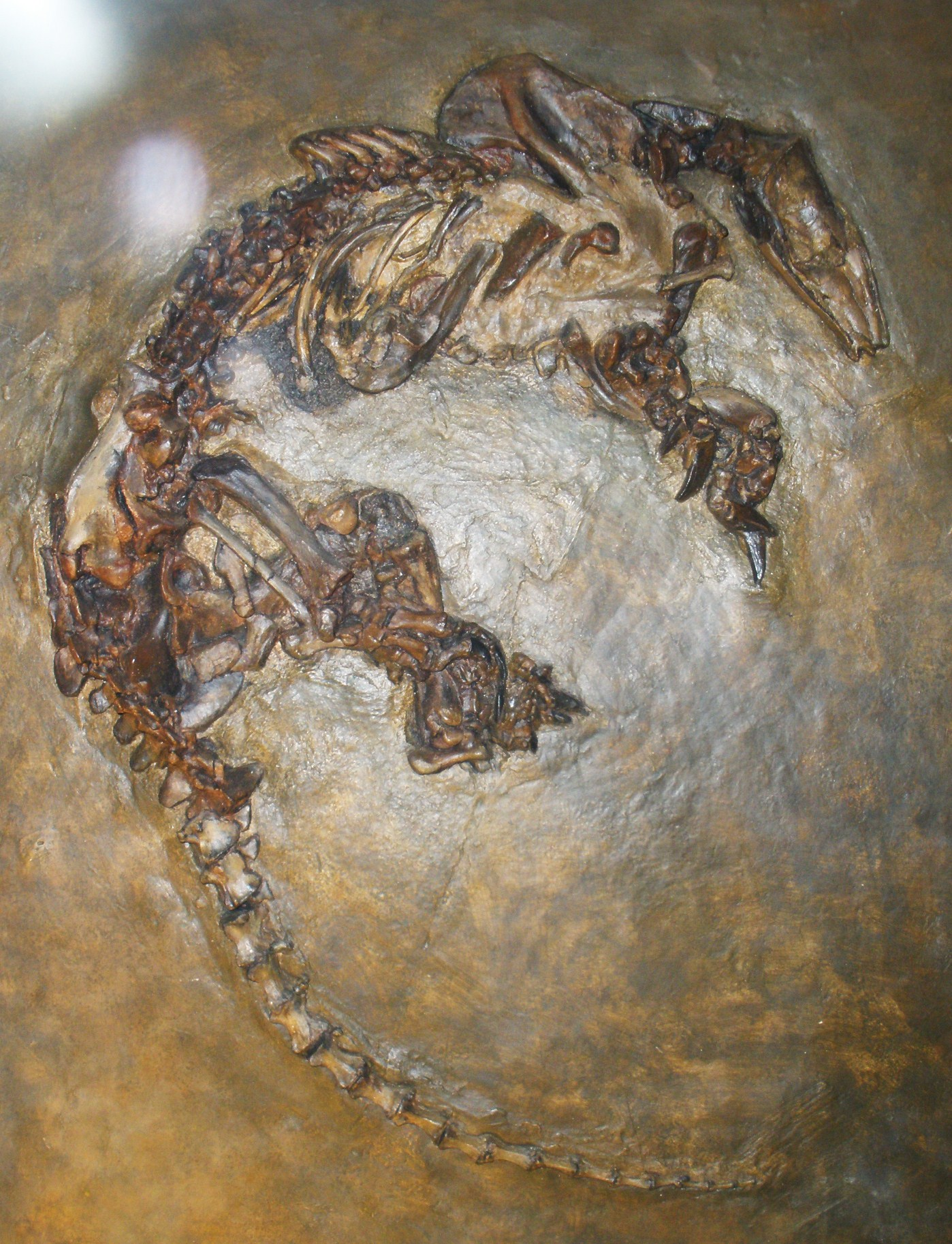